# 久生十蘭
久生十蘭（1902年4月6日—1957年10月6日），本名阿部正雄，是一位日本小說家，出生於日本北海道函館市。

## 生平
久生十蘭於1902年生於北海道函館市，1919年畢業於基督教聖學院中學後，進入函館每日新聞社工作。1929年，久生十蘭前往法國研究戲劇。久生十蘭回國後於明治大學擔任文藝科講師，並在《新青年》發表第一部本格派推理作品《黃金遁走曲》。1937年，久生十蘭發表短篇《黑色記事本》、《湖畔》，《湖畔》。
1939年，久生十蘭獲第一屆新青年讀者獎，1951年，久生十蘭以《鈴木主水》贏得第26屆直木賞，1953年，久生十蘭以《母子像》獲選國際短篇小說競賽最佳作品。1957年，久生十蘭因食道癌病逝。

## 風格
久生十蘭北稱為「日本最強奇幻小說家」，有「多面向作家」、「小說界的魔術師」稱呼。

## 作品

### 長篇作品
- 『黄金遁走曲』1935年
- 『金狼』1936年
- 『魔都』1937年
- 『キャラコさん』1939年
- 『顎十郎捕物帳』1939年
- 『平賀源内捕物帳』1940年
- 『紀の上一族』1943年
- 『祖父っちゃん』1945年
- 『皇帝修次郎三世』1946年
- 『十字街』1951年
- 『我が家の楽園』1953年
- 『真説・鉄仮面』1954年

### 代表短篇
- 「湖畔」「黒い手帳」 1937年
- 「海豹島」「昆虫図」「だいこん」「地底獣国」1939年
- 「生霊」1941年
- 「ハムレット」1946年
- 「予言」1947年
- 「勝負」「無月物語」1950年
- 「鈴木主水」1951年
- 「うすゆき抄」1952年
- 「母子像」1954年
- 「無惨やな」1956年
- 「肌色の月」1957年